# Пристанское (городской округ город Выкса)
Пристанское — посёлок в городском округе город Выкса Нижегородской области России, входящий в административно-территориальное образование рабочий посёлок Шиморское. Население — 6 (2010) чел.

## Общая физико-географическая характеристика
Географическое положение
По автомобильным дорогам расстояние до областного центра — города Нижнего Новгорода — составляет 220 км, до окружного центра — города Выксы — 28 км. Посёлок располагается на берегу затона Кононовская старица. Абсолютная высота — 93 метра над уровнем моря.
Часовой пояс
Пристанское, как и вся Нижегородская область, находится в часовой зоне МСК (московское время). Смещение применяемого времени относительно UTC составляет +3:00.

## Население
| 1999 | 2002 | 2010 |
| ---- | ---- | ---- |
| 21   | ↘18  | ↘6   |

Национальный состав
Согласно результатам переписи 2002 года, в национальной структуре населения русские составляли  100 % из 18 человек.